# Dobra (gmina w województwie zachodniopomorskim)
Dobra – gmina miejsko-wiejska położona w północno-zachodniej Polsce, w zachodniej części powiatu łobeskiego. Siedzibą władz gminy jest miasto Dobra. Gmina stanowi 10,9% powierzchni powiatu.
Sąsiednie gminy:
- Radowo Małe i Węgorzyno (powiat łobeski)
- Maszewo i Nowogard (powiat goleniowski)
- Chociwel (powiat stargardzki)

Do 31 grudnia 1998 r. wchodziła w skład województwa szczecińskiego, a w latach 1999–2002 w skład powiatu goleniowskiego.

## Demografia
Gminę Dobra zamieszkuje 11,4% ludności powiatu łobeskiego.
- Piramida wieku mieszkańców gminy Dobra w 2014 roku[1].

## Przyroda i turystyka
Gmina leży na styku Wysoczyzny Łobeskiej, Pojezierza Ińskiego i Równiny Nowogardzkiej. Południowo-wschodnia część gminy przylega do Jeziora Woświn dostępnego dla kajaków. Główną atrakcją turystyczną była kursująca do 2001 r. wąskotorowa linia kolejowa. Tereny leśne zajmują 13% powierzchni gminy, a użytki rolne 77%.

## Komunikacja
Przez gminę prowadzą drogi wojewódzkie: nr 144 łącząca Dobrą z Nowogardem (17 km) i Chociwlem (14 km) oraz nr 146 do wsi Strzmiele (18 km, 6 km od Łobza) i wsi Jenikowo (13 km), skrzyżowaniem z drogą nr 146 Nowogard - Maszewo.
Dobra (stacja "Dobra Nowogardzkie") uzyskała połączenie kolejowe w 1895 r. po wybudowaniu pierwszego odcinka kolei wąskotorowej ze Stargardu, rok później linia została przedłużona przez Mieszewo do Łobza i Reska. W 1991 r. odcinek Mieszewo - Łobez Wąsk. został zamknięty, a 2 lata później rozebrany. W 1996 r. zamknięto odcinek z Dobrej Nowogardzkiej do Reska Północnego Wąsk., a w 2001 r. do Stargardu Szczecińskiego Wąsk. W latach 1902–1945 istniała także normalnotorowa linia kolejowa do Nowogardu.
W gminie czynny jest 1 urząd pocztowy: Dobra k. Nowogardu (nr 72-210).

## Administracja i samorząd
W 2016 r. wykonane wydatki budżetu gminy Dobra wynosiły 14,5 mln zł, a dochody budżetu 14,9 mln zł. Zobowiązania samorządu (dług publiczny) według stanu na koniec 2016 r. wynosiły 4 mln zł, co stanowiło 27,2% poziomu dochodów.
Gmina Dobra utworzyła 9 jednostek pomocniczych gminy, będących sołectwami.
SołectwaAnielino, Bienice, Błądkowo, Dobropole, Grzęzno, Krzemienna, Tucze, Wojtaszyce, Wrześno.

## Miejscowości
Na obszarze gminy Dobra znajduje się 12 miejscowości:
MiastoDobra (miasto od 1331 r.)
WsieAnielino, Bienice, Błądkowo, Dobropole, Grzęzienko, Grzęzno, Krzemienna, Tucze, Wojtaszyce, Wrześno, Zapłocie.
PrzysiółkiKościelnik